# Maggia TI
| TI ist das Kürzel für den Kanton Tessin in der Schweiz. Es wird verwendet, um Verwechslungen mit anderen Einträgen des Namens Maggia zu vermeiden. |

Maggia ist eine politische Gemeinde und ein Dorf im Tessin. Sie gehört zum Kreis Maggia und zum Bezirk Vallemaggia.

Maggia. Historisches Luftbild von Werner Friedli (1954)

## Geographie
Die Gemeinde liegt im unteren und mittleren Teil des Maggiatals nordwestlich von Locarno. Die verschiedenen Ortsteile liegen beiderseits des Flusses Maggia.

## Geschichte
Die erste Erwähnung erfolgte im Jahr 1200 als de madia, im Jahr 1225 wurde der Ort als Madiis erwähnt und im Jahr 1270 als Madia. Der Name wird auf den Monat Mai (ital. Maggio) zurückgeführt.
Die Gemeinde Maggia entstand am 4. April 2004 durch die Fusion der bisherigen Gemeinden Aurigeno, Coglio, Giumaglio, Lodano, Maggia, Moghegno und Someo. Maggia bildet aber nach wie vor eine eigenständige Bürgergemeinde.

## Bilder

Aurigeno
Coglio
Giumaglio
Lodano
Someo
Moghegno
Maggia

## Bevölkerung
Die Gemeinde zählte Ende 2004 2358 Einwohner. Davon waren 2115 (= 89,7 %) Schweizer Staatsangehörige und 243 Zuwanderer aus anderen Ländern.
Einwohnerzahlen: Volkszählungsdaten
Eingemeindungen:
Am 4. April 2004 wurden Aurigeno, Coglio, Giumaglio, Lodano, Moghegno und Someo nach Maggia eingemeindet.

## Politik
Die Legislative von Maggia ist der Consiglio Comunale (Gemeindeparlament), bestehend aus 30 Mitgliedern. Die Zusammensetzung für die Legislaturperiode 2024–2028 (Wahlen vom 14. April 2024): 11 Partito Liberale Radicale (FDP), 10 Il Centro (Die Mitte), 4 Unità della Sinistra (linke Bürgerliste), 3 UDC (SVP), 2 Lega.
Die Exekutive wird gebildet durch den fünfköpfigen Municipio (Gemeinderat). Nach den Wahlen vom 14. April 2024 setzt er sich wie folgt zusammen: 2 FDP, 2 Die Mitte, 1 Unità della Sinistra. Ihm steht als Sindaco (Gemeindepräsident) Andrea Sartori (FDP) vor.

## Verkehr
Die meisten Ortsteile der Gemeinde sind durch die Linie 315 der FART Locarno-Bignasco-Cavergno erschlossen. Der Grossteil der Ortsteile liegt an der Hauptstrasse von Locarno durchs Valle Maggia.
Maggia ist mit Migros, Coop und Denner das Versorgungszentrum für das Maggiatal.

## Sehenswürdigkeiten
- Pfarrkirche San Maurizio, löste sich um 1000 von der Stiftskirche San Vittore in Muralto. Der 1636 dem heiligen Mauritius geweihte Bau wurde 1855 (Fassade) und 1881 (monumentale Treppe) erweitert sowie 1996–1998 restauriert.[11]
- Oratorium Santa Maria delle Grazie oder «di Campagna», 1510 an der Stelle einer früheren Kapelle erbaut, enthält Fresken aus der Entstehungszeit und Votivbilder von Giovanni Antonio Vanoni.[12][11][13]
- ehemaliger Stall der Martinelli, mit einem Fresko mit der Geburt Jesu, später Casa Martinelli aus dem 17. Jh., zwischenzeitlich Schulhaus, heute Altersheim[11]
- Oratorium Madonna del Carmine[11]
- Altersheim San Luigi Guanella[11]
- Betkapelle Santa Maria della Pioda oder della Cascata[11]
- Betkapelle d’Antrobbio, mit spätgotischen Fresken[11]
- Atelier Casè, Architekten: Emilio Bernegger, Edy Quaglia[11]
- Grabfunde aus der Römerzeit[11]
- neue gekurvte Hängebrücke, 120 m lang[14]

## Sport
- Associazione Calcio Vallemaggia[15]

## Abbildungen

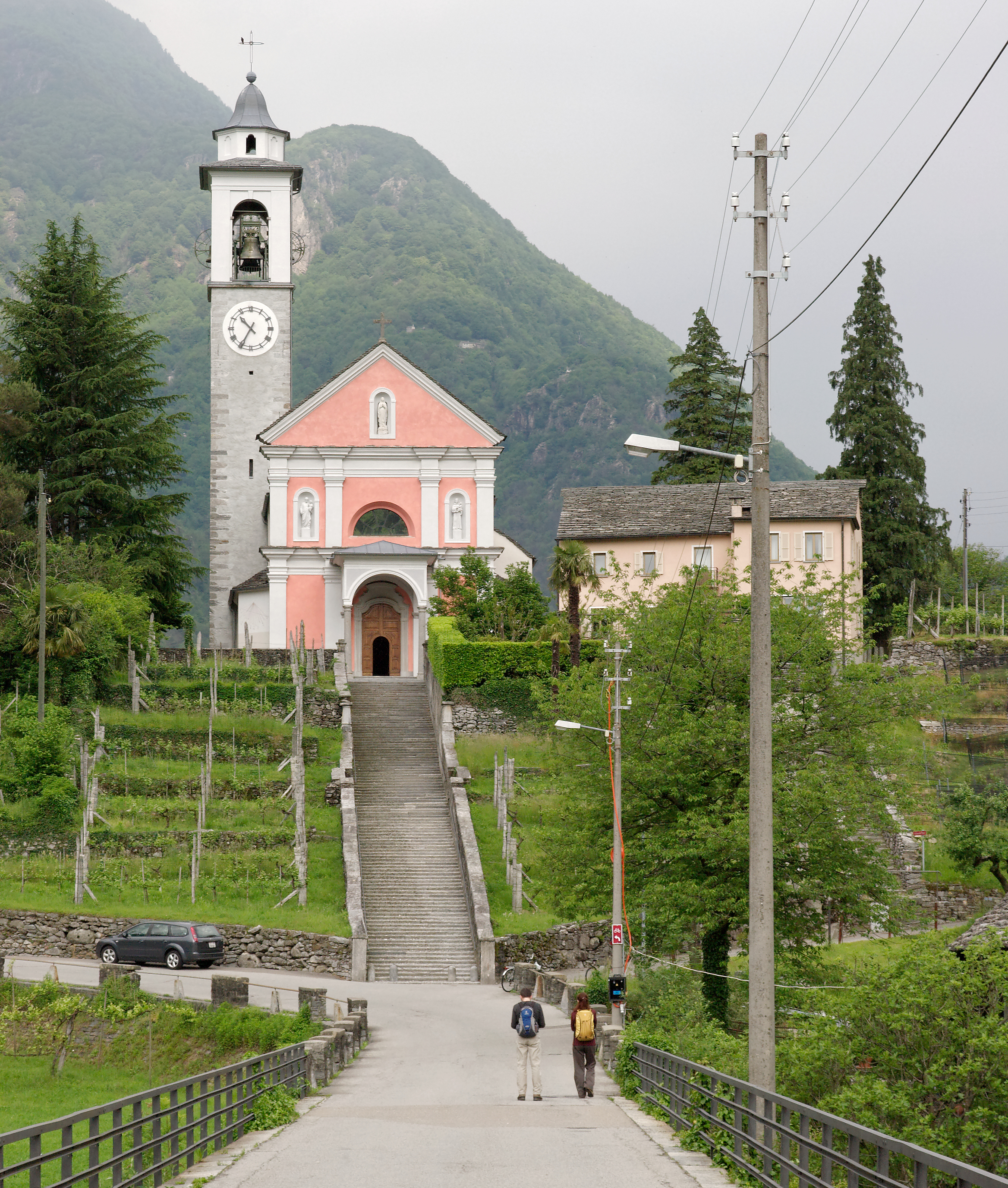
Pfarrkirche San Maurizio
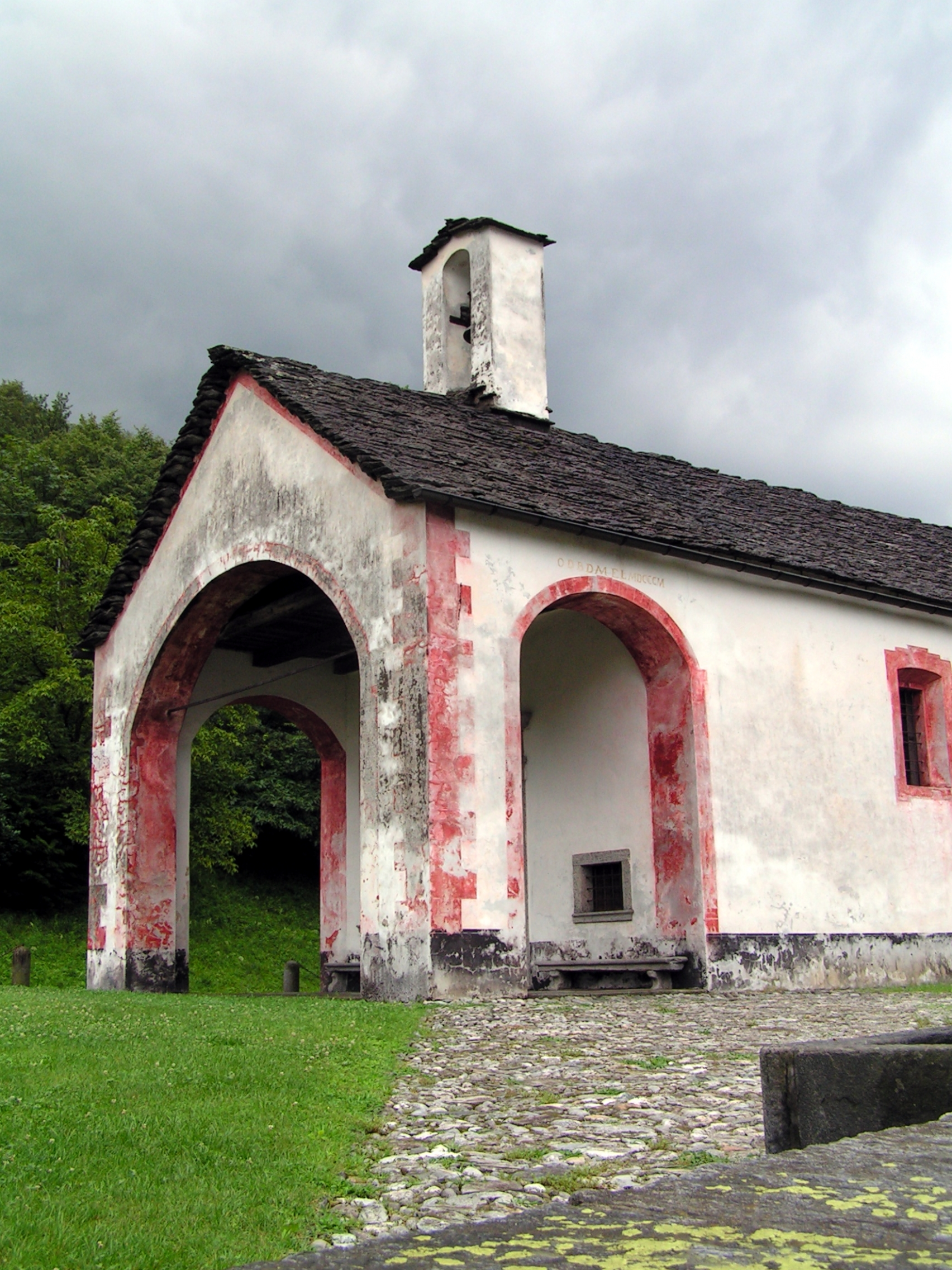
Kirche Santa Maria delle Grazie oder di Campagna
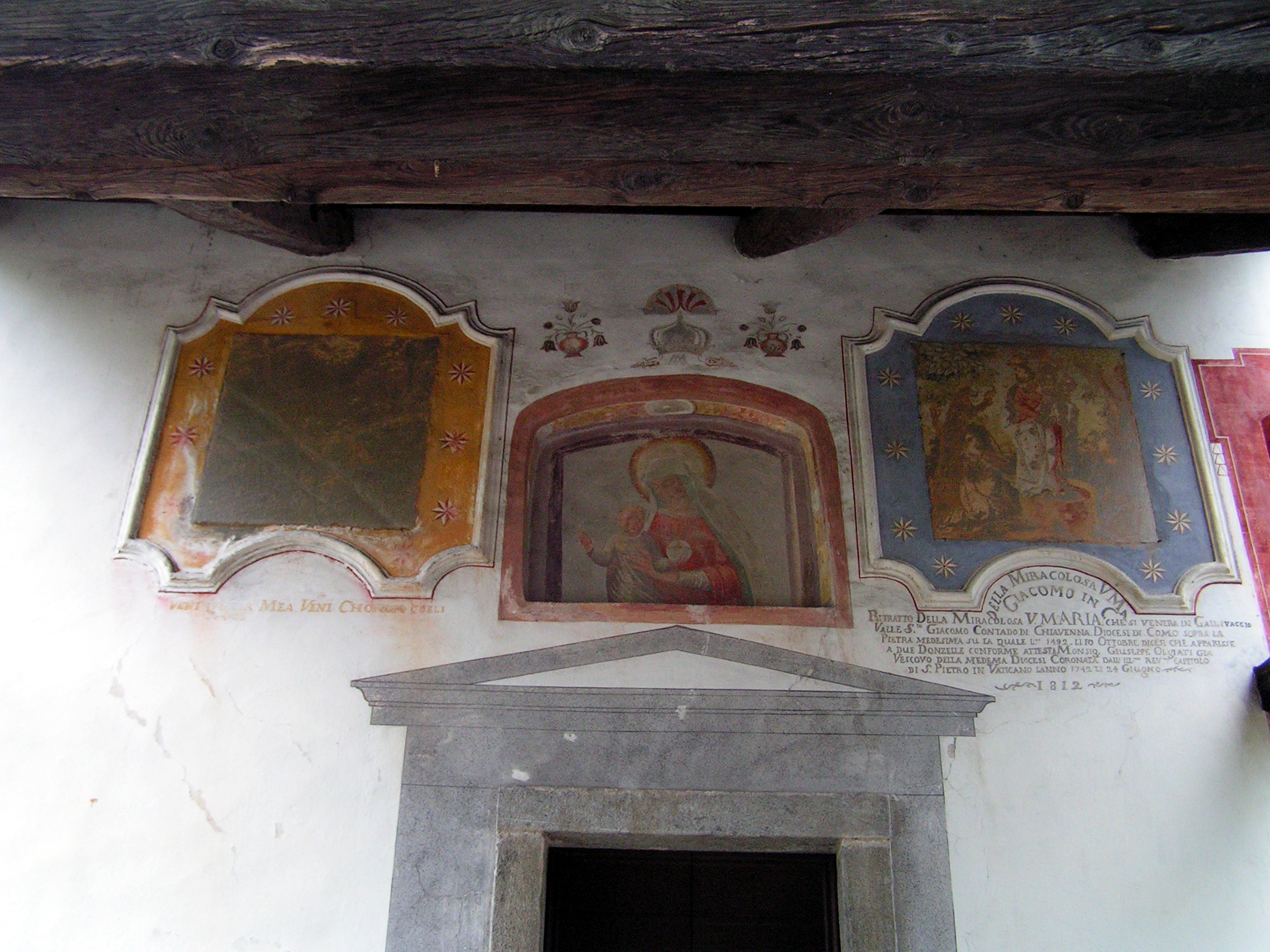
Kirche Santa Maria delle Grazie, Fresken
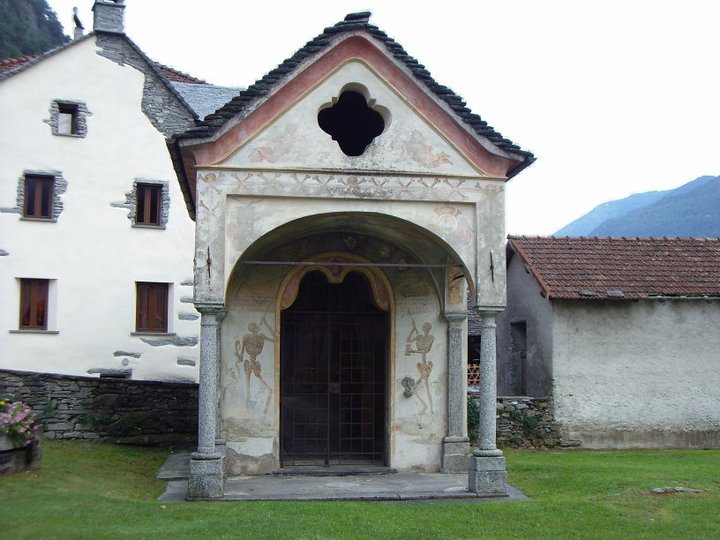
Beinhaus in Coglio
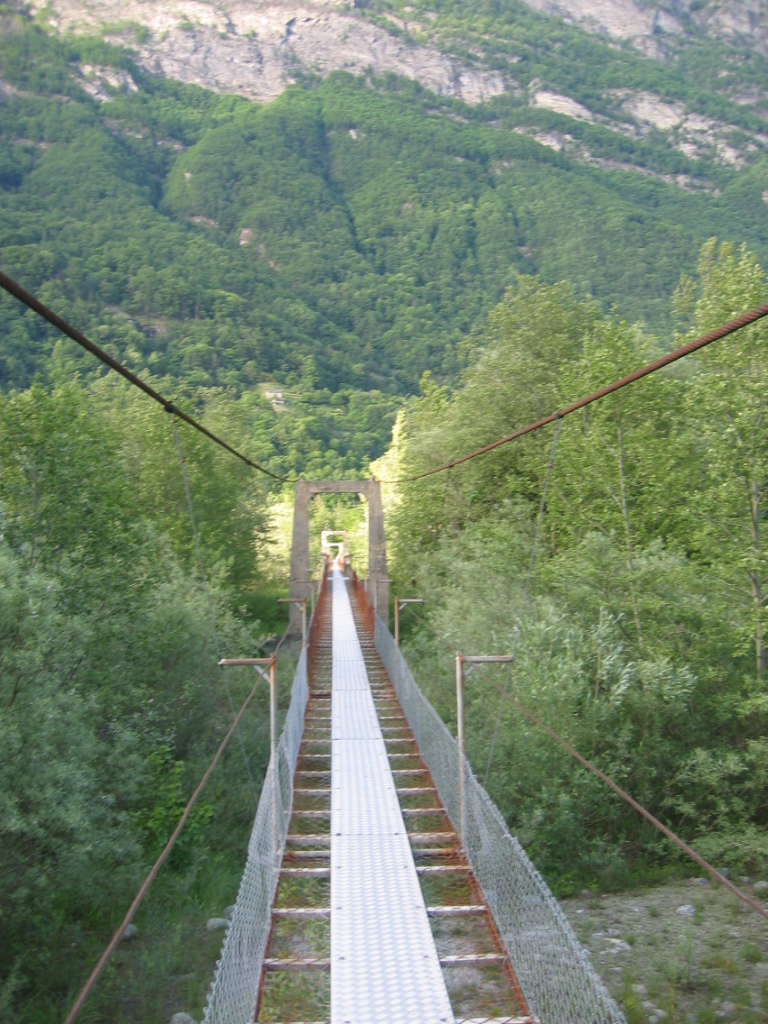
Hängebrücke in Someo
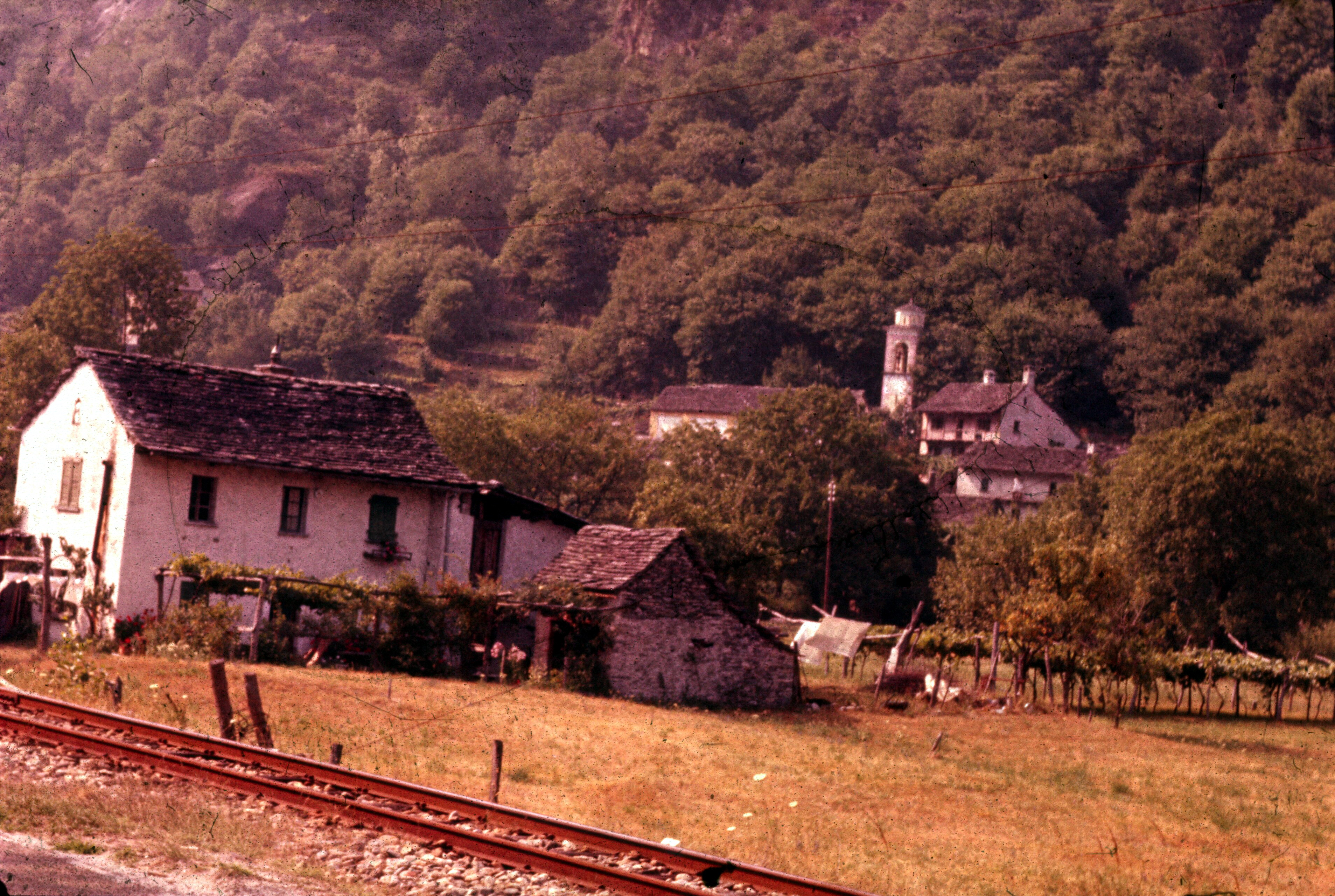
Fraktion Riveo

## Persönlichkeiten
- Giacomo Bassi (* um 1690 in Maggia; † nach 1734 ebenda?; von Valmaggia), Baumeister, baute am Anfang des 18. Jahrhunderts den grossen Turm der San Lorenzokirche von Bormio und 1732–1734 die Kruzifixkapelle in der Sant’Antoniokirche von Bormio.[16]
- Victor Emanuel Camanini (* 30. November 1862 in Someo; † 15. November 1919 in Kilchberg ZH), Dekorations- und Flachmaler[17]
- Marta (Martha) Holmboe-Streiff (* 17. Januar 1897 in Manila; † 23. Januar 1970 in Maggia), Teppichweberin[18]
- Friedrich Glauser (1896–1938), Schriftsteller
- Pierre Casè (1944–2022), Maler, Zeichner, Kupferstecher und Illustrator
- Francesco Lorenzetti (* 1983), Concept Artist[19]